# Jean-Jacques Eydelie
Jean-Jacques Eydelie (Angoulême, 3 de fevereiro de 1966) é um ex-futebolista e treinador de futebol francês que atuou como volante. Ficou famoso em 1993 ao ser considerado o pivô do escândalo de manipulação de resultados envolvendo seu clube na época, o Olympique de Marseille.

## Carreira
Estreou profissionalmente em 1984, no Nantes, onde atuou 132 vezes e fez 5 gols. Durante seu período nos Canários, jogou por empréstimo no Laval (1986 a 1987) e no Tours FC (1987 a 1988)
Suas atuações levaram o Olympique de Marseille a contratar Eydelie em 1992. Na única temporada em que vestiu a camisa da equipe, disputou 27 partidas e sagrando-se campeão da primeira divisão nacional e da Liga dos Campeões da UEFA de 1992–93, a primeira - e até hoje, única - conquista continental obtida por um clube francês. Porém, a carreira de Eydelie sofreu um golpe.

### A polêmica
Antes da decisão da Liga dos Campeões contra o Milan, surgiram acusações de que atletas do Olympique estariam subornando jogadores do Valenciennes, O zagueiro Jacques Glassmann teria dito ao técnico Boro Primorac, no intervalo da partida, que Eydelie e um diretor do OM, Jean-Pierre Bernès,) subornaram, além dele próprio, o capitão Christophe Robert e o argentino Jorge Burruchaga (campeão mundial em 1986).
Acusado de ser o pivô do escândalo, o volante teria ligado para o trio do Valenciennes para acertarem o combinado entre eles (não lesionarem nenhum jogador do Olympique). Preso por corrupção ativa juntamente com Bernès, Eydelie admitiu seu envolvimento no caso, e o clube teve o título francês cassado, além de ser impedido de jogar a Copa Intercontinental, sendo substituído pelo Milan, porém a conquista da Liga dos Campeões foi mantida. Condenado a um ano de suspensão do futebol, Eydelie ficou apenas 17 dias na cadeia.

## Volta aos gramados e aposentadoria
Após cumprir a suspensão por seu envolvimento no escândalo de manipulação de resultados, Eydelie assinou com o Benfica, não atuando nenhuma vez pelos Encarnados.
Jogou ainda por Bastia, FC Sion (Suíça), Walsall (Inglaterra), Zürich (também da Suíça), Avranches e Stade Beaucairois, encerrando sua carreira em 2003. Estreou como técnico em 2006, no Limoges FC, passando também por Angoulême CFC, JS Bonifacio, Africa Sports (Costa do Marfim) e Le Messager (Burundi).

## Títulos

### Como jogador
Olympique de Marseille
- Liga dos Campeões da UEFA: 1992–93

Bastia
- Taça Intertoto da UEFA: 1997

FC Zürich
- Copa da Suíça: 1999–2000

### Como treinador
Le Messager
- Campeonato Burundiano: 2018